# Équipe d'Europe de Ryder Cup

Drapeau européen

L'équipe d'Europe de Ryder Cup est la sélection des joueurs européens de golf participant à la Ryder Cup tous les deux ans depuis 1979.
Au cours de son histoire, l'équipe d'Europe a remporté 12 titres (dont une égalité en 1989).
Lors de la Ryder Cup 2018, l'Europe est dirigée par le Danois Thomas Bjørn.

## Palmarès
| Titres | Année | Lieu                                                                  | Vainqueurs                                 | Score | Score | Vaincus    | Capitaines                         |
| ------ | ----- | --------------------------------------------------------------------- | ------------------------------------------ | ----- | ----- | ---------- | ---------------------------------- |
| 12e    | 2018  | Golf national — Parcours Albatros (Guyancourt, Île-de-France, France) | Europe                                     | 17½   | 10½   | États-Unis | Jim Furyk Thomas Bjørn             |
| 11e    | 2014  | Gleneagles Hotel (Perthshire, Écosse)                                 | Europe                                     | 16½   | 11½   | États-Unis | Tom Watson Paul McGinley           |
| 10e    | 2012  | Medinah Country Club (Medinah, États-Unis)                            | Europe                                     | 14½   | 13½   | États-Unis | Davis Love III José María Olazábal |
| 9e     | 2010  | Celtic Manor Resort (Newport, Pays de Galles)                         | Europe                                     | 14½   | 13½   | États-Unis | Corey Pavin Colin Montgomerie      |
| 8e     | 2006  | The K Club — Palmer Course (Straffan, Kildare, Irlande)               | Europe                                     | 18½   | 9½    | États-Unis | Tom Lehman Ian Woosnam             |
| 7e     | 2004  | Oakland Hills Country Club (Bloomfield Hills, Michigan)               | Europe                                     | 18½   | 9½    | États-Unis | Hal Sutton Bernhard Langer         |
| 6e     | 20021 | The Belfry (Wishaw, Warwickshire, Angleterre)                         | Europe                                     | 15½   | 12½   | États-Unis | Curtis Strange Sam Torrance        |
| 5e     | 1997  | Valderrama Golf Club (Sotogrande, Andalousie, Espagne)                | Europe                                     | 14½   | 13½   | États-Unis | Tom Kite Seve Ballesteros          |
| 4e     | 1995  | Oak Hill Country Club (Rochester, New York)                           | Europe                                     | 14½   | 13½   | États-Unis | Lanny Wadkins Bernard Gallacher    |
| 3e     | 19892 | The Belfry (Wishaw, Warwickshire, Angleterre)                         | Europe Égalité, l'Europe conserve la coupe | 14    | 14    | États-Unis | Ray Floyd Tony Jacklin             |
| 2e     | 1987  | Muirfield Village (Dublin, Ohio)                                      | Europe                                     | 15    | 13    | États-Unis | Jack Nicklaus Tony Jacklin         |
| 1er    | 1985  | The Belfry (Wishaw, Warwickshire, Angleterre)                         | Europe                                     | 16½   | 11½   | États-Unis | Lee Trevino Tony Jacklin           |

1 En 2001, la compétition a été annulée à la suite des évènements du 11 septembre 2001.
2 En 1989, les équipes terminent à égalité parfaite ; la Coupe reste aux mains du tenant.

## Historique des capitanats
| Nom | Nom                 | Dates | Dates |
| --- | ------------------- | ----- | ----- |
| 1   | John Jacobs         | 1979  | 1981  |
| 2   | Tony Jacklin        | 1983  | 1989  |
| 3   | Bernard Gallacher   | 1991  | 1995  |
| 4   | Seve Ballesteros    | 1997  | 1997  |
| 5   | Mark James          | 1999  | 1999  |
| 6   | Sam Torrance        | 2002  | 2002  |
| 7   | Bernhard Langer     | 2004  | 2004  |
| 8   | Ian Woosnam         | 2006  | 2006  |
| 9   | Nick Faldo          | 2008  | 2008  |
| 10  | Colin Montgomerie   | 2010  | 2010  |
| 11  | José María Olazábal | 2012  | 2012  |
| 12  | Paul McGinley       | 2014  |       |
| 13  | Darren Clarke       | 2016  |       |

## Statistiques joueurs

### Apparition en équipe européenne
Mise à jour après la Ryder Cup 2016, incluant les équipes de Grande-Bretagne et Irlande
| Rang | Nom                       | Nombre d'apparitions | Dernière apparition | Rookie de l'année |
| ---- | ------------------------- | -------------------- | ------------------- | ----------------- |
| 1    | Nick Faldo                | 11                   | 1997                | 1977              |
| 2    | Bernhard Langer           | 10                   | 2002                | 1981              |
|      | Christy O'Connor Snr (en) | 10                   | 1973                | 1955              |
| 4    | Dai Rees (en)             | 9                    | 1961                | 1937              |
|      | Lee Westwood              | 9                    | 2014                | 1997              |
| 6    | Colin Montgomerie         | 8                    | 2006                | 1991              |
|      | Ian Woosnam               | 8                    | 1997                | 1983              |
|      | Seve Ballesteros          | 8                    | 1995                | 1979              |
|      | Sam Torrance              | 8                    | 1995                | 1981              |
|      | Bernard Gallacher         | 8                    | 1983                | 1969              |
|      | Neil Coles (en)           | 8                    | 1977                | 1961              |
|      | Peter Alliss (en)         | 8                    | 1969                | 1953              |
|      | Bernard Hunt (en)         | 8                    | 1969                | 1953              |
|      | Sergio García             | 8                    | 2016                | 1999              |
| 14   | José María Olazábal       | 7                    | 2006                | 1987              |
|      | Mark James                | 7                    | 1995                | 1977              |
|      | Tony Jacklin              | 7                    | 1979                | 1967              |
|      | Harry Weetman (en)        | 7                    | 1963                | 1951              |
| 19   | Pádraig Harrington        | 6                    | 2010                | 1999              |
|      | Howard Clark              | 6                    | 1995                | 1977              |
|      | Peter Oosterhuis          | 6                    | 1981                | 1971              |
|      | Brian Barnes (en)         | 6                    | 1979                | 1969              |
|      | Brian Huggett (en)        | 6                    | 1975                | 1963              |
|      | Charles Whitcombe (en)    | 6,                   | 1937                | 1927              |
|      | Ken Bousfield (en)        | 6                    | 1961                | 1949              |

Nick Faldo est le joueur qui détient le record en termes d'apparition en Ryder Cup.

### Vainqueurs de Ryder Cup
Mise à jour après la Ryder Cup 2016
| Rang | Nom                    | Nombre de victoires |
| ---- | ---------------------- | ------------------- |
| 1    | Lee Westwood           | 7                   |
| 2    | Colin Montgomerie      | 5                   |
| 3    | Nick Faldo             | 4                   |
|      | Bernhard Langer        | 4                   |
|      | Ian Woosnam            | 4                   |
|      | Seve Ballesteros       | 4                   |
|      | Sergio García          | 4                   |
|      | Pádraig Harrington     | 4                   |
| 9    | Sam Torrance           | 3                   |
|      | José María Olazábal    | 3                   |
|      | Howard Clark           | 3                   |
| 12   | Charles Whitcombe (en) | 2                   |